# 요코하마 F. 마리노스
요코하마 F. 마리노스(일본어: 横浜F・マリノス 요코하마 에후 마리노스[*], Yokohama F·Marinos)는 J리그 디비전 1에 속한 일본의 프로 축구팀이다. 3번의 리그우승 있고 J리그에서 성공한 구단으로 손꼽힌다. 닛산 자동차 축구 클럽이 전신이며 J리그 출범 당시 클럽 명칭은 요코하마 마리노스였으나 1998년 요코하마 플뤼겔스의 스폰서였던 ANA와 사토 공업이 경영난으로 구단 후원을 포기하자 이 구단을 흡수 합병하여 지금의 이름으로 변경했다. 구단 명칭에서 추가된 이니셜 F는 플뤼겔스 뜻이고 마리노스는 '선원' 이라는 뜻의 스페인어이며 국제 항구도시 요코하마를 상징한다.

## 역사
1972년에 닛산 FC로 시작, 팀의 발전을 위해 지역 유소년팀과 고등학교, 대학교와 협약을 맺기 시작했다. 1988, 1989년엔 JSL과 천황배를 모두 석권하는 기록을 세웠다.
1991년 10월에 J리그 창립멤버로 가입이 승인되었고, J리그에 참여한 이 후에는 1992년과 1993년에는 아시안 컵위너스컵 우승, 1995년에는 J리그 챔피언 결정전 우승을 차지한다. 1999년에 같은 요코하마시를 연고지로 하던 요코하마 플뤼겔스가 경영난에 처하자 흡수 합병했지만 기존의 플뤼겔스 팬들의 반발이 엄청났고, 결국 플뤼겔스 팬들은 사재를 털어 시민구단 요코하마 FC를 창단, 2007년 J1에서 이 팀과 맞붙는 진풍경을 자아냈다.
2003년도에는 사상 두 번째로 J리그 전후기 리그 스테이지를 통합우승하게 되고, 2004년도에는 전기리그 우승 뒤 J리그 챔피언결정전에서 우라와 레드 다이아몬즈를 꺾고 2연패를 달성하게 된다. 우승 이후 성적은 하향세를 보이고 있으나 2009년에는 신인왕을 수상한 와타나베 가즈마의 활약으로 10위를 기록하였다.
2010년 3월엔 팀의 간판 스타 나카무라 슌스케가 복귀하였다.
2019시즌 J1리그 우승을 차지하며 15년만에 리그 우승을 거머쥐게 되었다.

## 역대 우승

### 닛산 FC
- 전국 사회인 축구 선수권 대회 (1): 1976
- 일본사커리그 (JSL) (2): 1988-1989, 1989-1990
- JSL컵 (3): 1988, 1989, 1990
- 천황배 (5): 1983, 1985, 1988, 1989, 1991
- 아시안 컵위너스컵 (1): 1991-1992

### 요코하마 마리노스 / 요코하마 F. 마리노스
- J1리그 (5): 1995, 2003, 2004, 2019, 2022
- J리그컵 (1): 2001
- 천황배 (2): 1992, 2013
- 아시안 컵위너스컵 (1): 1992-1993

### AFC 챔피언스리그
- - 준우승 : 2023-24

## 선수 명단

### 현역
2025년 2월 28일 기준
참고: FIFA 자격 규정에 따라 소속된 국가대표팀 국기를 표시합니다. 선수는 복수의 FIFA 비회원국 국적을 가지고 있을 수 있습니다.
| 번호 | 포지션 | 국적 | 이름            |
| ---- | ------ | ---- | --------------- |
| 10   | FW     |      | 안데르송 로페스 |

| 번호 | 포지션 | 국적 | 이름          |
| ---- | ------ | ---- | ------------- |
| 44   | DF     |      | 토마스 덩     |
| 45   | MF     | 토고 | 코죠 아지앙베 |

### 영구 결번
참고: FIFA 자격 규정에 따라 소속된 국가대표팀 국기를 표시합니다. 선수는 복수의 FIFA 비회원국 국적을 가지고 있을 수 있습니다.
| 번호 | 포지션 | 국적 | 이름                                                 |
| ---- | ------ | ---- | ---------------------------------------------------- |
| 3    | DF     |      | 마쓰다 나오키를 기념하여 헌정 (사후 명예, 1995~2010) |

마쓰다 나오키는 1995년부터 2010년까지 15년간 요코하마 소속으로 500경기 이상 출장을 기록하였다.
2011년 8월 훈련 도중 쓰러졌으며 끝내 심장마비로 숨졌다.

## 역대 감독
| 감독                     | 임기      |
| ------------------------ | --------- |
| 스즈키 다모쓰            | 1985      |
| 조제 오스카르 베르나르지 | 1989~1991 |
| 호르헤 솔라리            | 1995      |
| 오스발도 아르딜레스      | 2000~2001 |
| 세바스치앙 라자로니      | 2001~2002 |
| 미즈누마 다카시          | 2006      |
| 기무라 고키치            | 2008~2009 |
| 기무라 가즈시            | 2010~2011 |
| 히구치 야스히로          | 2014      |
| 안지 포스테코글루        | 2018~2021 |
| 케빈 머스캣              | 2021~2023 |
| 해리 큐얼                | 2023~2024 |
| 존 허친슨(대행)          | 2024      |
| 스티브 홀랜드            | 2024~     |

## 같이 보기
- 시티 풋볼 그룹